# Одрехова
Одрехова (пол. Odrzechowa) — лемківське село в Польщі, у гміні Заршин Сяноцького повіту Підкарпатського воєводства.
Населення — 1417 осіб (2011).
Знаходиться на відстані 4 км на південний захід від Заршина, 11 км на захід від Сяніка і 52 км на південь від Ряшева.

## Історія
До 1772 р. село входило до Сяніцької землі Руського воєводства, з 1783 року — до Сяноцького округу Королівства Галичини та Володимирії Австро-Угорщини.
У 1733 році в Одреховій було сформовано парафію, яка входила до складу до Риманівського деканату Перемиської єпархії УГКЦ. У 1777 пожежа знищила значну частину села, а заодно і церковні записи. До 1817 року у селі було дві дерев'яні церкви, коли замість них була зведена мурована церква св. Івана Предтечі, яка функціонує досі.
У 1873 епідемія холери знищила велику кількість мешканців села.
У 1785 році Одрехові належало 36,44 км² земель та нараховувалось 1333 мешканці:
- греко-католики — 1270 осіб
- римо-католики — 40 осіб
- євреї — 23 особи

У 1840 році — 1628 греко-католиків, 1859 — 1599 греко-католиків, 1879 — 1710 греко-католиків, 1899 — 2006 греко-католиків, 1926 — 2305 греко-католиків. У 1936 році — 2469 греко-католиків, 57 римо-католиків і 3 євреї.
Село було центром діяльності на Лемківщині українського спортивно-руханкового товариства Січ. На чолі був Володимир Бучацький, він пригадував, як працював над розбудовою української свідомости мешканців:
Треба було перших кроків до цього: зайшовши в село, я знайомився з молоддю і виголошував доповіді з нашої історії. Згодом був в селі театральний гурток, який давав вистави "Невольник", "Верховинці", "Наталка Полтавка"… За гроші з тих вистав я спроваджував з книгарні НТШ у Львові книжки, які дуже причинилися до ширення національної свідомости села. Минав час і вкінці удалося мені оснувати у вісьмох селах читальні "Просвіти". Так поволи підготовляв я грунт для основання "Січей".
У період 1934—1947 років місцева парафія увійшла до складу так званої Апостольської адміністрації.
В вересні 1944 року радянські війська заволоділи селом. Радянські окупанти примусово мобілізували чоловіків у Червону армію. За Люблінською угодою село опинилося в Польщі. Польським військом і бандами цивільних поляків почались пограбування і вбивства, у 1945 р. банда польських шовіністів вбила в селі щонайменше 6 українців. У результаті депортацій 1944—1946 та операції «Вісла» 1947 року переважна більшість українського населення села була переселена до УРСР та понімецькі землі Польщі. Найбільшу  частину лемків переселили в село Личківці, майже всі прізвища з наведених нижче нині можна зустріти у селі Личківці, навколишніх селах

## Демографія
Демографічна структура станом на 31 березня 2011 року:
|          | Загалом | Допрацездатний вік | Працездатний вік | Постпрацездатний вік |
| -------- | ------- | ------------------ | ---------------- | -------------------- |
| Чоловіки | 691     | 143                | 479              | 69                   |
| Жінки    | 726     | 171                | 406              | 149                  |
| Разом    | 1417    | 314                | 885              | 218                  |

## Мешканці
Згідно даних Йосифинської метрики від 1787 року в Одреховій мешкали родини: Барна — 5 сімей, Бек — 2 сім'ї, Бенчик — 3 сім'ї, Бренкач (Брекач), Бурштин, Бухвак — 2 сім'ї, Верней — 3 сім'ї, Вовк — 3 сім'ї, Воробель (Вробель), Воробчик, Галько — 2 сім'ї, Гараус (Гарагус), Гнатик — 4 сім'ї, Голутяк, Гринчак, Груб'як, Гуска, Гута, Драч — 3 сім'ї, Дуцяк, Завойський — 4 сім'ї, Зиньо, Зинчак, Зіник, З'ятик — 3 сім'ї, Кавовчик, Капраль, Кастранець, Кияк — 3 сім'ї, Ковальчик, Коник — 5 сімей, Конкевич — 4 сім'ї, Коруць (Коруц), Костик, Котик, Кушнір, Кушнірчук, Лаб'як — 4 сім'ї, Лайтар, Лико, Мадара — 4 сім'ї, Майчик, Мигаль — 4 сім'ї, Мідян, Милян — 6 сімей, Милянчик, Митрусик, Одрехівський — 2 сім'ї, Олеяр, Палиця — 5 сімей, Пельчар, Пінчар, Понтус, Поточак, Русин — 3 сім'ї, Семків, Серединський — 6 сімей, Сивик — 5 сімей, Скробала — 4 сім'ї, Скробалишин, Скробаляк — 2 сім'ї, Слюсар, Стецюк, Страхоцький, Фецик, Цап — 3 сім'ї, Цапик — 2 сім'ї, Цеплій — 2 сім'ї, Цимбала, Цуприк — 6 сімей, Шафран — 5 сімей, Яцканин, Яцканич.

## Церква
У 1817 році в Одрехові було збудовано муровану греко-католицьку церкву св. Івана Предтечі. Храм зберігся досі і тепер використовується як римо-католицький костел.
Парохом в селі був о. Іван Лаврівський — брат Юліана Лаврівського. Дружиною о. І. Лаврівського була сестра Митрополита Сембратовича.

## Відомі люди

### Народилися
- блаж. о. Іван Зятик (1899—1952) — священик УГКЦ, блаженний (2001).
- Іван Майчик (1927—2007) — український диригент, фольклорист, композитор, педагог.
- Володимир Верней (1934—2024) — український диригент, педагог.